# Dmitri Pávlov
Dmitri Grigórievich Pávlov (en ruso: Дмитрий Григорьевич Павлов; Pávlovo, Imperio ruso, 11 de octubrejul./ 23 de octubre de 1897greg. - Moscú, Unión Soviética, 22 de julio de 1941) fue un militar soviético que luchó en la guerra civil española, enviado por la Unión Soviética como apoyo al bando republicano. Iniciada la Segunda Guerra Mundial, fue el comandante en jefe a cargo del sector central del Frente Oeste durante los primeros días de la invasión alemana de la Unión Soviética, en junio de 1941. Fue general del ejército (1941) y Héroe de la Unión Soviética (1937).
Después de que sus fuerzas fueron sorprendidas y gravemente derrotadas en la batalla de Białystok-Minsk fue acusado de incompetencia militar, y luego ejecutado ese mismo año. No obstante, tras la muerte de Stalin, sería exonerado (o rehabilitado en el lenguaje soviético) en 1956
Fue miembro del Comité Ejecutivo Central de la XI Convocatoria de la RSS de Bielorrusia (1935-1937). Diputado de la I Convocatoria del Sóviet Supremo de la Unión Soviética (1938–1946). En el XVIII Congreso del PCUS (b) (marzo de 1939), fue elegido candidato a miembro del Comité Central del PCUS (b).

## Biografía

### Infancia y juventud
Dmitri Pávlov nació el 23 de octubre de 1897 en la aldea de Vonyuj (actualmente Pávlovo) en la gobernación de Kostromá, en el seno de una familia campesina. Se graduó del cuarto grado de la escuela parroquial, la escuela de segundo grado en el pueblo de Sujovérjovo y aprobó los exámenes para el cuarto grado del gymnasium como estudiante externo. Se alistó en el Ejército Imperial Ruso como voluntario inmediatamente después del estallido de la Primera Guerra Mundial. En 1914 fue enviado al frente, donde sirvió y luchó como parte del 120.º Regimiento de Infantería de Sérpujov, el 5.º Regimiento de Húsares de Aleksandría, el 20.º Regimiento de Infantería y el 202.º Regimiento de Reserva. Ascendió al rango de suboficial superior.
En junio de 1916, fue herido y hecho prisionero por los alemanes en la batalla de Kóvel en el río Stojod. En cautiverio trabajó en distintas minas en Alemania. Liberado después del final de la guerra en enero de 1919. Después de regresar del cautiverio, regresó a su aldea natal, donde trabajó con su padre, y luego durante unos meses trabajó en el departamento de seguridad social y protección laboral del departamento de trabajo del distrito de Kologriv, desde donde fue movilizado por el Ejército Rojo en 1919.

### Guerra civil rusa
Fue movilizado por el Ejército Rojo el 25 de agosto de 1919, incorporándose al 56.º batallón de requisición de alimentos, luego empleado del destacamento de requisición de alimentos o prodotryad que realizaba la prodrazvyorstka. A finales de 1919, fue enviado a estudiar y en 1920 se graduó de los cursos de mando en Kostromá. Desde abril de 1920, fue comandante de un pelotón y una división de caballería en la 8.ª División de Caballería cosaca. Desde octubre de 1920, fue inspector para la asignación en la inspección de la caballería del 13.er Ejército, desde diciembre de 1920, en la inspección de la caballería del Frente Sur. Luchó en los frentes suroeste y sur. Se unió al Partido Comunista —en esa época conocido como Partido Obrero Socialdemócrata de Rusia (bolchevique)— en 1919.
Graduado de la Escuela Superior de Caballería de Omsk (1922). Desde abril de 1922, estuvo al mando de un regimiento de caballería de la 10.º División de Caballería (el regimiento estaba estacionado en Semipalátinsk). Desde junio de 1922, fue comandante asistente del 56.º Regimiento de Caballería de la 6.ª Brigada de Caballería Independiente de Altái.
A principios de 1923, como parte de la brigada, fue trasladado al frente de Turquestán. A partir de febrero de 1923, como jefe de un destacamento de combate, luchó contra los rebeldes basmachí en la región de Juyand y desde agosto de 1923 en el este de Bujará comandó el 77.º Regimiento de Caballería en diferentes batallas contra los destacamentos basmachí de Ibrahim Bek, Ala-Nazar, Barot, Jodman y Hají Alí.
En junio de 1924, fue nombrado comandante asistente de la unidad de fusileros del 48.º Regimiento de Caballería, y en octubre del mismo año - en el mismo puesto en el 47.º Regimiento de Caballería.

### Periodo de entreguerras
En junio de 1928, se graduó en la Academia Militar de Frunze (estudió desde octubre de 1925 hasta junio de 1928). Tras su graduación fue nombrado comandante del 75.º Regimiento de Caballería de la 5.ª Brigada de Caballería Independiente de Kubán. La brigada estaba estacionada en la estación del ferrocarril Trans-Baikal de Dauriya, en el Krai de Zabaikalie, en Transbaikalia comandada por Konstantín Rokossovski. Al frente del regimiento, volvió a distinguirse en el conflicto del Ferrocarril del Este de China (véase conflicto sino-soviético de 1929).
En marzo de 1930, fue llamado a Moscú y enviado a estudiar en los cursos académicos de perfeccionamiento técnico del personal de mando de la Academia Técnica Militar (1931). En marzo de 1931, fue nombrado comandante del 6.º Regimiento Mecanizado (Gómel), y en febrero de 1934 - comandante y comisario de la 4.ª Brigada Mecanizada (Bobruisk) estacionada en el Distrito Militar de Bielorrusia. La brigada bajo su mando se convirtió en una de las mejores unidades mecanizadas del Ejército Rojo, destacó especialmente en las Grandes Maniobras de Kiev de 1935. Por su excelente entrenamiento de combate, en 1936, el Kombrig (comandante de brigada) Pávlov recibió la Orden de Lenin.
Ya con el grado de komkor (comandante de cuerpo), fue uno de los consejeros militares soviéticos enviados por la Unión Soviética para participar, entre octubre de 1936 y junio de 1937, en la guerra civil española apoyando al bando republicano, en España fue uno de los oficiales soviético de más alta graduación. Estuvo al mando de la Brigada de Carros de Combate; la componían cuatro batallones de tanques y una compañía de reconocimiento equipada con 56 tanques T-26 y 68 automóviles blindados, bajo el seudónimo de «Pablo», participando en la Tercera batalla de la carretera de La Coruña, cerca de la ciudad de Majadahonda (enero de 1937), en la batalla del Jarama (febrero de 1937) y en la batalla de Guadalajara (marzo de 1937) por lo que fue premiado, al regresar a la URSS, con el título de Héroe de la Unión Soviética.
Tras su regreso a la Unión Soviética, concluyó que las nuevas formaciones de tanques eran demasiado grandes y torpes, muy vulnerables al fuego de artillería y con muy pocas posibilidades de penetrar por sí solas las defensas enemigas, para llevar a cabo operaciones en profundidad. Con lo que propuso a Stalin que los tanques se integraran en formaciones de infantería.
A diferencia de muchos otros oficiales que participaron en esa guerra, no fue purgado después de su regreso a la Unión Soviética por Stalin que en julio de 1937 lo nombró subjefe y, en noviembre de 1937, jefe de la Dirección de Blindados del Ejército Rojo, lo que le dio una influencia considerable en su desarrollo.
En el verano de 1939, participó en la batalla de Jaljin Gol contra el Ejército de Kwantung japonés, como asesor militar sobre el uso de fuerzas blindadas. Participó en la Guerra de Invierno contra Finlandia (1939), como inspector para el uso en combate de las fuerzas de tanques, y del 17 de enero al 29 de febrero de 1940, fue comandante del Grupo de Fuerzas de Reserva (formado por tres divisiones de fusileros, dos divisiones de caballería y una brigada de tanques). Este grupo estaba destinado a un intento de ataque de flanqueo de la Línea Mannerheim a través del helado golfo de Finlandia, pero después del primer intento fallido de cruzar el golfo, la operación fue cancelada.
El 7 de junio de 1940, con el rango de coronel general (rango establecido ese mismo año en la Unión Soviética), se convirtió en comandante del Distrito Militar Especial de Bielorrusia (desde el 11 de julio de 1940, renombrado como Distrito Militar Especial Oeste). El 22 de febrero de 1941, fue ascendido a general del ejército, rango solo inferior al de mariscal de la Unión Soviética.

### Segunda Guerra Mundial
Pávlov estaba al mando de las guarniciones del Ejército Rojo situadas más cerca de la línea fronteriza con el Tercer Reich, por lo cual las tropas bajo su mando fueron las primeras en sufrir la embestida de la Wehrmacht alemana durante la Operación Barbarroja iniciada el 22 de junio de 1941. La noche de la invasión, el general Pávlov, se encontraba disfrutando de una obra de teatro del dramaturgo Aleksandr Korneichuv, en el Club de Oficiales de Minsk. Durante la actuación un ayudante le comunicó el inicio del ataque alemán contra las posiciones de vanguardia del Frente Oeste. «No puede ser», contestó Pávlov. Se volvió a su ayudante, el también general Iván Boldin, y le dijo que el mensaje era una «tontería sobre los alemanes disparando en algunos puntos a lo largo de la frontera» y continuó viendo la obra de teatro.
En los primeros día de la invasión el 3.er Panzergruppe alemán (Hermann Hoth) presionó desde el norte del saliente de Bialystok, hacia el este a lo largo de la línea divisoria entre el Frente Oeste (Dmitri Pávlov) y el Frente Noroeste (Fiódor Kuznetsov), flanqueando al 3.er Ejército soviético y llegando a Vilna el 24 de junio, este avance sorprendió profundamente a Dmitri Pávlov. Mientras, el 2.do Panzergruppe (Heinz Guderian) hacía lo propio desde el sur, amenazando con cercar en una inmensa bolsa a todas las tropas soviéticas situadas al este de Minsk, situada a unos 320 kilómetros en el interior de la URSS.
El 24 de junio, organizó un contraataque al mando del subcomandante del Frente Oeste el teniente general Iván Boldin, para llevar a cabo dicho contraataque el general asumió el mando de los 4.º y 11.º Cuerpos Mecanizados, así como del 6.º Cuerpo de Caballería, en dirección norte hacia Grodno, para evitar el cerco de las unidades soviéticas desplegadas en los alrededores de Bialytok. Para el 25 de junio las tropas al mando de Boldin habían sido virtualmente destruidas, principalmente debido a los ataques aéreos. Sus restos llegaron a Slonim con apenas un puñado de supervivientes y algunos tanques.
El contraataque organizado por Pavlov, permitió que muchas unidades escaparan del cerco en el área de Bialytok al este de Minsk. En la madrugada del día 25 al 26 de junio Pavlov intentó retirar todas sus unidades detrás del río Shchra en Slonim. Debido a la enorme confusión que reinaba en el ejército, no todas las unidades recibieron la orden de retirada y algunas fueron incapaces de romper el contacto con el enemigo, además debido a las grandes pérdidas de equipo motorizado que habían sufrido sus tropas y a la falta de combustible, el ejército tuvo que retirarse a pie bajo un constante ataque aéreo. Con numerosos puentes sobre el río Shchra destruidos, el 10.º Ejército soviético solo pudo cruzar a algunas de sus unidades.
El 26 de junio, comunicó a Moscú que «hasta 1000 tanques alemanes están cercando Minsk desde el noroeste; no hay manera de oponérseles». Un último contraataque cerca de Slutsk llevado a cabo por unidades del 20.º Cuerpo mecanizado y del 4.º Cuerpo aerotransportado fracasó en su objetivo de detener a los alemanes. El 26 de junio Minsk cayó ante los blindados de Hoth y al día siguiente, los 2.do y 3.er Panzergruppe habían cerrado sus pinzas alrededor de una inmensa bolsa al oeste de la capital bielorrusa que contenía la mayor parte de los efectivos de los 10.º, 3.er y 13.º ejércitos soviéticos (unos 417 000 soldados y oficiales). El día 28 de junio las fuerzas soviéticas situadas al oeste, en la zona de Bialytok, fueron cercados en una nueva bolsa por los ataque concéntricos del 9.º y el 4.º ejércitos alemanes. El 30 de junio el Frente Oeste había dejado prácticamente de existir como una fuerza coherente.
El propio Pavlov escapó del cerco al cambiar su cuartel general a Mogilev, a unos 198 kilómetros al este de Minsk. Zhúkov a la sazón jefe del Estado Mayor del Ejército Rojo, se enteró del desastre a través de los noticiarios alemanes y llamó a Pávlov desde Moscú el 30 de junio. «¿Había alguna sombra de verdad en las afirmaciones alemanas de que habían rodeado a tres ejércitos, al este de Bialytok?» preguntó Zhúkov. «Sí», respondió Pávlov «una gran sombra de verdad».

### Caída en desgracia
Después de la desastrosa derrota en la batalla de Białystok-Minsk, Pávlov y los miembros de su estado mayor fueron relevados del mando, llamados a Moscú, detenidos y acusados de incompetencia penal y de haber faltado al cumplimiento de sus deberes, para ser posteriormente condenados a muerte y ejecutados. Pavlov y sus adjuntos fueron acusados en el veredicto no por lo que habían cometido antes del 22 de junio de 1941 y que condujo a la posterior derrota del Distrito Militar Especial Occidental, sino por lo que sucedió después del ataque alemán. El veredicto decía:

La investigación preliminar y judicial estableció que los acusados Pavlov y Klimovskikh, siendo: el primero - el comandante de las tropas del Frente Oeste, y el segundo - el jefe de Estado Mayor del mismo frente, durante el estallido de las hostilidades de las tropas alemanas contra la Unión de Repúblicas Socialistas Soviéticas mostraron cobardía, inacción, falta de disciplina, permitieron el colapso del mando y control, la entrega de armas al enemigo sin luchar y el abandono no autorizado de las posiciones de combate por parte de las unidades del Ejército Rojo, desorganizando así la defensa del país y haciendo posible que el enemigo rompiera el frente del Ejército Rojo...».

Pávlov y sus principales ayudantes fueron acusados de «incumplimiento de sus deberes oficiales» en lugar de traición. El 22 de julio de 1941, el mismo día en que el Colegio Militar de la Corte Suprema de la URSS dictó sentencia, las propiedades de Pávlov fueron confiscadas y fue privado de grado militar, fusilado y enterrado en el campo de fusilamiento de Communarka de la NKVD.
También se dictaron penas de muerte para otros comandantes del Frente Oeste, incluido el Jefe de Estado Mayor, mayor general Vladímir Klimovskij; el jefe de comunicaciones del frente el mayor general Andréi Grigoriev; el jefe de artillería del Frente Oeste, el teniente general de artillería Nikolái Klich, quien fue acusado de «inactividad criminal y negligencia, como resultado de lo cual la artillería del distrito no estaba preparada para las operaciones de combate y en los primeros días de la guerra la mayor parte de la artillería y municiones del Frente Occidental cayeron en manos del enemigo» y fusilado el 16 de octubre de 1941; el Subjefe de la Fuerza Aérea del Frente Oeste, el mayor general de aviación Andréi Tayursky —quien, después del suicidio del mayor general de aviación Iván Kopets— era, al menos nominalmente, el jefe de la Fuerza Aérea del Frente Oeste, el 2 de julio fue destituido y acusado de inactividad, a consecuencia de lo cual las tropas a él confiadas sufrieron grandes pérdidas en hombres y material. El 23 de febrero de 1942, fue fusilado. Asimismo, el comandante del 14.º Cuerpo Mecanizado, el mayor general Stepan Oborin, fue detenido el 8 de julio y fusilado. El comandante del 4.º Ejército, el mayor general Alexánder Korobkov, fue destituido el 8 de julio, arrestado al día siguiente y fusilado el 22 de julio.
Pávlov y los otros comandantes del Frente Oeste fueron rehabilitados por falta de pruebas en 1956. El 25 de noviembre de 1965, el título de Héroe de la Unión Soviética y otros honores le fueron devueltos póstumamente. No fue hasta la era de Gorbachov que se declaró que Pávlov no era el principal responsable de la derrota y que las órdenes que le habían dado no podrían haber sido cumplidas por nadie.

## Condecoraciones
A lo largo de su carrera militar, Dmitri Pávlov recibió las siguientes condecoraciones:
|  | Héroe de la Unión Soviética N.º 30 (21 de julio de 1937)                                      |
|  | Orden de Lenin, tres veces (16 de agosto de 1936, 21 de julio de 1937 y 7 de abril de 1940)   |
|  | Orden de la Bandera Roja, dos veces (22 de febrero de 1930 y 2 de enero de 1937)              |
|  | Medalla del 20.º Aniversario del Ejército Rojo de Obreros y Campesinos (22 de agosto de 1938) |

## Promociones
- Kombrig (26 de noviembre de 1935)
- Komkor (20 de junio de 1937; sin pasar por el rango de Komdiv)
- Komandarm de 2.º Rango (27 de marzo de 1940)
- Coronel general de Tanques (4 de junio de 1940)
- General del ejército (22 de febrero de 1941)[6]